# Scooby-Doo et l'École des sorcières
Série
Scooby-Doo et le Rallye des monstres
(1988) Scooby-Doo et les Contes des mille et une nuits
(1994)
Pour plus de détails, voir Fiche technique et Distribution.
Scooby-Doo et l'École des sorcières ou Scoubidou et l'École des sorcières, ou Scooby-Doo et l'école des diablesses au Québec (Scooby-Doo and the Ghoul School) est un Téléfilm d'animation américain de Charles Nichols faisant partie de la franchise Scooby-Doo, diffusé le 16 octobre 1988 en syndication.

## Synopsis
Sammy, Scooby-Doo et Scrappy-Doo sont embauchés comme professeurs de sport à l'école Grimwood, afin de faire gagner aux élèves le match de volley-ball qui les oppose chaque année à ceux de l'école militaire Calloway.  Mais les trois amis découvrent avec stupeur que les élèves sont les enfants des monstres les plus célèbres : on y trouve la fille de Dracula ou celle de Frankenstein. Quant à l'école, elle est dirigée par Miss Grimwood, qui a un petit dragon comme animal de compagnie et une main volante comme secrétaire. Les élèves de l'école Grimwood remportent le match et le trophée, mais se font enlever par une sorcière nommée Révolta qui souhaite faire une armée d'esclaves. Ils sont secourus par les élèves de l'école militaire Calloway ainsi que par Sammy, Scooby-Doo et Scrappy-Doo.

## Fiche technique
- Titre original : Scooby-Doo and the Ghoul School
- Titre français : Scooby-Doo et l'École des sorcières ou Scoubidou et l'École des sorcières
- Titre québécois : Scooby-Doo et l'école des diablesses
- Réalisation : Charles Nichols, Ray Patterson
- Production : Hanna-Barbera Productions, Cuckoo's Nest Studios
- Scénario : Glenn Leopold
- Musique : Sven Libaek
- Pays d'origine :  États-Unis
- Langue originale : Anglais
- Format : Couleurs - Son Mono Dolby
- Genre : Animation
- Durée : 90 minutes
- Année de diffusion :  États-Unis - 16 octobre 1988 ;  France - 3 juillet 2002 (DVD)

## Distribution

### Voix originales
- Casey Kasem : Sammy / Mirror Monster
- Don Messick : Scooby-Doo / Scrappy-Doo
- Glynis Johns : Miss Grimwood
- Ruta Lee : Revolta
- Ronnie Schell  : Colonel Calloway
- Susan Blu : Sibella
- Patty Maloney : Tanis Mummy
- Pat Musick : Elsa Frankenstein
- Marilyn Schreffler : Winnie Werewolf
- Remy Auberjonois : Baxter
- Jeff Cohen : Grunt
- Aaron Lohr : Miguel
- Scott Menville : Tug
- Bumper Robinson : Jamal
- Hamilton Camp : Phantom Father
- Zale Kessler : Count Dracula / Frankenstein
- Andre Stojka : Grim Creeper / Mummy Daddy
- Russi Taylor : Phantasma
- Frank Welker : Matches / Werewolf Daddy / Well Dweller

### Voix françaises
- Éric Missoffe : Sammy / Scooby-Doo / Papa Frankenstein / Double de Sammy Rogers monstrueux
- Éric Métayer : Scrappy-Doo / Creeper / Papa Loup-garou / un autre vautour
- Gérard Surugue : Colonel Calloway / Amadou / Papa Dracula / Papa Momie / Papa Fantôme / un vautour
- Chantal Macé : Sibella / Bandelette / Cadet Baxter
- Brigitte Lecordier : Winnie / Cadet Tug
- Évelyne Grandjean : Miss Grimwood / Révolta
- Marie-Laure Beneston : Phantasma / Cadet Jamal / Cadet Grunt
- Odile Schmitt : Elsa / Cadet Miguel